# Король минулого і майбутнього (Сутінкова зона)
Король минулого і майбутнього (англ. The Once and Future King) — перший сегмент 1-го епізоду 2-го сезону телевізійного серіалу «Сутінкова зона», що вийшов 27 вересня 1986 року.

## Сюжет
Головний герой епізоду, професійний співак та музикант на ім'я Гаррі Піткін, виступає в американських ресторанах з живою музикою, імітуючи зовнішність, стиль Елвіса Преслі та виконуючи його репертуар. Виступи співака користуються значною популярністю. Менеджер Гаррі, Сандра, пропонує йому виступати в Лас-Вегасі, щоб досягти ще більшої популярності, однак Гаррі категорично відмовляється, мотивуючи свою позицію тим, що не хоче повторювати помилок Короля рок-н-ролу, хоч зовні він і схожий на нього. Їдучи додому на власному автомобілі після чергового виступу, співак потрапляє в серйозну автомобільну катастрофу та непритомніє. 
Ця аварія виконує роль своєрідної машини часу, внаслідок чого, прийшовши до тями, Гаррі потрапляє в 1954 рік. Спочатку не зовсім розуміючи, де він знаходиться, чоловік зупиняє вантажівку, яка їде йому назустріч. В ході розмови з водієм Гаррі з подивом дізнається, що юнак, який в цей момент підвозить його, — справжній Елвіс Преслі. Сам Преслі, своєю чергою, робить висновок, що Гаррі — його рідний брат, який помер одразу після народження, оскільки зовні вони схожі. Приїхавши на місце роботи, тоді ще водій вантажівки Преслі отримує сувору догану від роботодавця за те, що підібрав пасажира, попри те, що це заборонено правилами. 
Елвіс пропонує Гаррі, щоб той прийшов до нього додому та зустрівся з його матір'ю, однак Гаррі відмовляється, відчуваючи докори сумління, натомість починає розповідати Елвісу про його майбутнє. Преслі, хоч і не вірить своєму співрозмовнику, проте по закінченні їхньої розмови пропонує Гаррі порепетирувати разом з ним, — в Елвіса через два дні має бути прослуховування. У ході репетиції Піткін наполягає, щоб Преслі заспівав на прослуховуванні пісню «That's All Right, Mamma», — лише тоді співак-початківець стане на шлях популярності та світової слави. Елвіс навідріз відмовляється виконувати цю пісню та, розізлившись, називає Гаррі «дияволом», а цю пісню — «диявольською». 
Після цього між чоловіками починається сварка, яка незабаром переходить у справжню бійку, в результаті якої трапляється нещасний випадок і Преслі гине, впавши на гітарний гриф, який стоїть перпендикулярно його тілу. Гаррі вночі таємно ховає Преслі, перед цим забравши його одяг. Потім він, переодягнений в Елвіса Преслі, виконує на прослуховуванні ту саму пісню, яку справжній Елвіс не хотів виконувати, та після цього фактично перетворюється на справжнього Короля рок-н-ролу. Наприкінці епізоду Гаррі, який проживає життя загиблого Преслі, зустрічається з іще молодою Сандрою — тією самою жінкою, яка на початку була його менеджером — та дарує їй шарф як сувенір. Сандра, зрадівши, покидає апартаменти Короля, а сам «Елвіс Преслі» задумливо дивиться через вікно у нічне небо.

## Початкова оповідь
«Перший вихід Гаррі Піткіна, співака, імітатора та відданого прихильника померлого Короля, якого звали Елвіс Аарон Преслі. Засмучений молодий чоловік, який запізнився на двадцять п'ять років та який ось-ось віднайде своє власне місце, щоб оселитися в Зоні сутінків».

## Прикінцева оповідь
«Аплодисменти для Гаррі Піткіна, які нічого не значать. Він намагався віддати свій борг блискітками й фільмами та з гіркотою зрозумів, що іноді тебе викликають на біс надто часто в Зоні сутінків».

## Цікавий факт
Перед тим, як потрапити в аварію, Гаррі слухав по радіо пісню «Maybelline» у виконанні Чака Беррі, яка вийшла синглом у 1955.

## Ролі виконують
- Джеф Ягер — Гаррі Піткін, Елвіс Преслі
- Лайза Джейн Перскі — Сандра
- Ред Вест — начальник
- Пол Ейдінг — Сем Філіпс
- Бенкс Гарпер — Меріон Кейскер
- Браян Гаттон — Білл
- Мітч Картер — Скотті
- Сінтія Сандерс — офіціантка
- Ненсі Трокмортон — буфетниця

## Прем'єра
Прем'єрний показ епізоду відбувся у США та Великій Британії 27 вересня 1986.